# Brachyglossula communis
Brachyglossula communis là một loài Hymenoptera trong họ Colletidae. Loài này được Trucco Aleman mô tả khoa học năm 1999.